# کنتربری سین
کنتربری سین (به انگلیسی: Canterbury scene) یا صدای کنتربری (به انگلیسی: Canterbury sound) اصطلاحی است که به دسته‌ای از گروه‌های دهه ۶۰ و ۷۰ میلادی پراگرسیو راک، آوانگارد و موسیقیدانان جز اطلاق می‌شود که بسیاری از آن‌ها در شهر کنتربری در کنت متمرکز بوده‌اند، اطلاق می‌شود. بسیاری از گروه‌های نامدار آوانگارد یا جز فیوژن بریتانیایی کار خود را به عنوان بخشی از کنتربری سین شروع کرده‌اند. پس از سال‌ها تغییر و تحول در این گروه‌ها، این اصطلاح اغلب برای توضیح نوعی سبک موسیقی یا زیرسبک به کار برده می‌شود تا برای گروهی از گروه‌ها که در یک مکان خاص متمرکز بوده‌اند. از گروه‌های مشهور این سبک می‌توان به سافت مشین، کاروان، گونگ، هتفیلد و شمال، کمل و میراژ اشاره کرد.